# サン＝ミシェル橋 (トゥールーズ)
サン＝ミシェル橋（サン ミシェルばし、仏: Pont Saint-Michel）は、フランスのトゥールーズにある橋である。
サン＝ミッシェル橋とも表記される。

## 概要
全長は、326メートルである。幅員は、26メートルである。市内を流れるガロンヌ川が二股に分かれる地点に架けられている。1959年に建設が開始され、1962年に完成された。

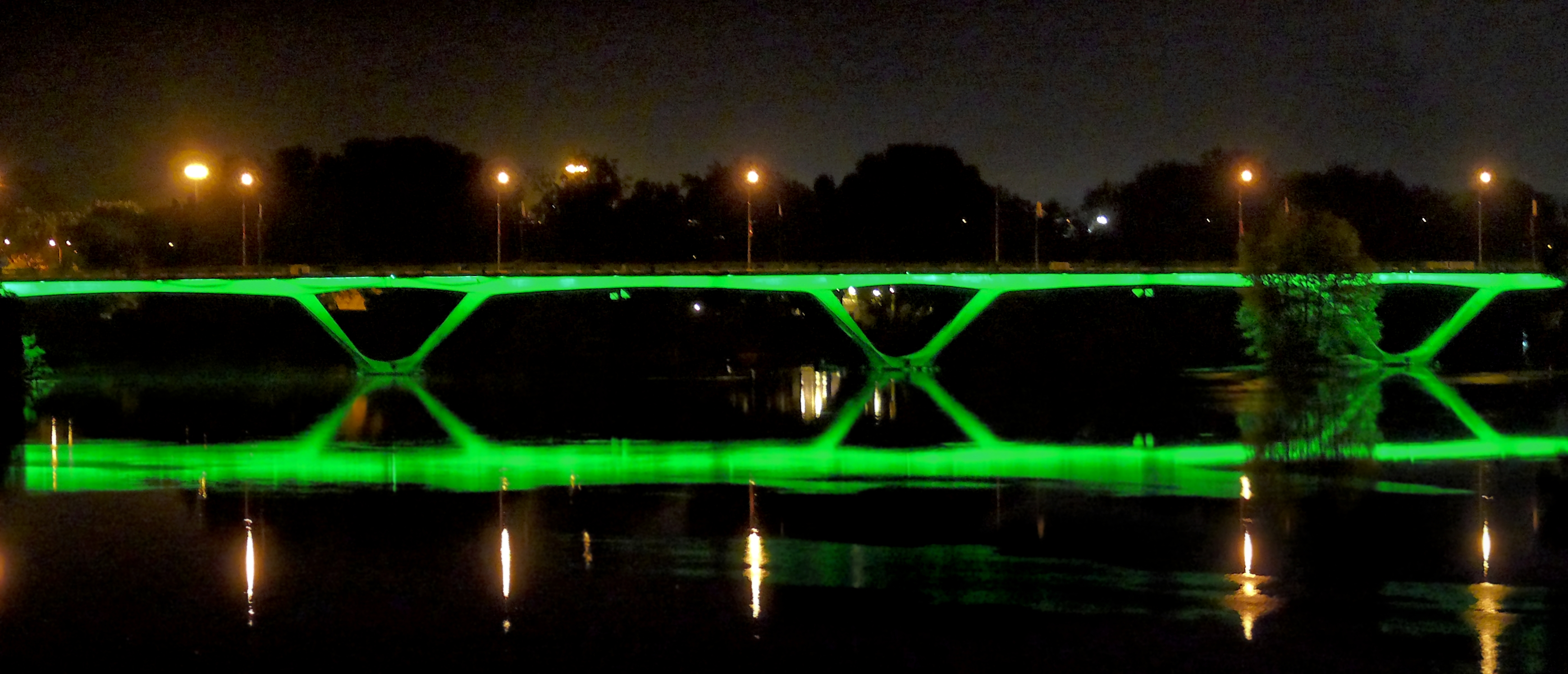
夜のサン＝ミッシェル橋

この橋は、土木技術者のウジェーヌ・フレシネ (en:Eugène Freyssinet) が最晩年に設計したものである。傾斜脚は、下に行くにしたがって細くなっている。
橋の形式は、PC方杖ラーメン橋である。この橋が架橋される以前には、19世紀中頃に建設された、およそ 7.5 メートルの幅員をもつ4連鋳鉄製アーチ橋が架橋されており、この旧橋の架け替え橋として建設された。

## 評価
この橋の建設に関係したジャン・ミュラー (en:Jean M. Muller) は、「傾斜脚によりアーチ作用を利用した成功例であり、美しい構造美を示している」と評価している。
首都高速道路公団の関淳は、「橋全体に貫かれた優美な曲線は、従来のフレシネの橋には見られなかったものである」とコメントしている。

## 周辺
上流にはポンヌフが、さらに上流にはサン・ピエール橋 (fr:Pont Saint-Pierre de Toulouse) が架かっており、下流にはクロワ・ド・ピエール橋 (Pont de la Croix de Pierre) が架かっている。
東側では、アレ・ポール・フュガ (fr:Allées Paul-Feuga) という路地に接続しており、西側では、アレ・シャルル・ド・フィット (fr:Allées Charles-de-Fitte) という路地に接続している。